# Oxymycterus itapeby
Oxymycterus itapeby — вид гризунів з Південної Америки. Зустрічається в Бразилії.